# Cryptanthus delicatus
Cryptanthus delicatus är en gräsväxtart som beskrevs av Elton Martinez Carvalho Leme. Cryptanthus delicatus ingår i släktet Cryptanthus, och familjen Bromeliaceae. Inga underarter finns listade i Catalogue of Life.